# Stephan Braun (Journalist)

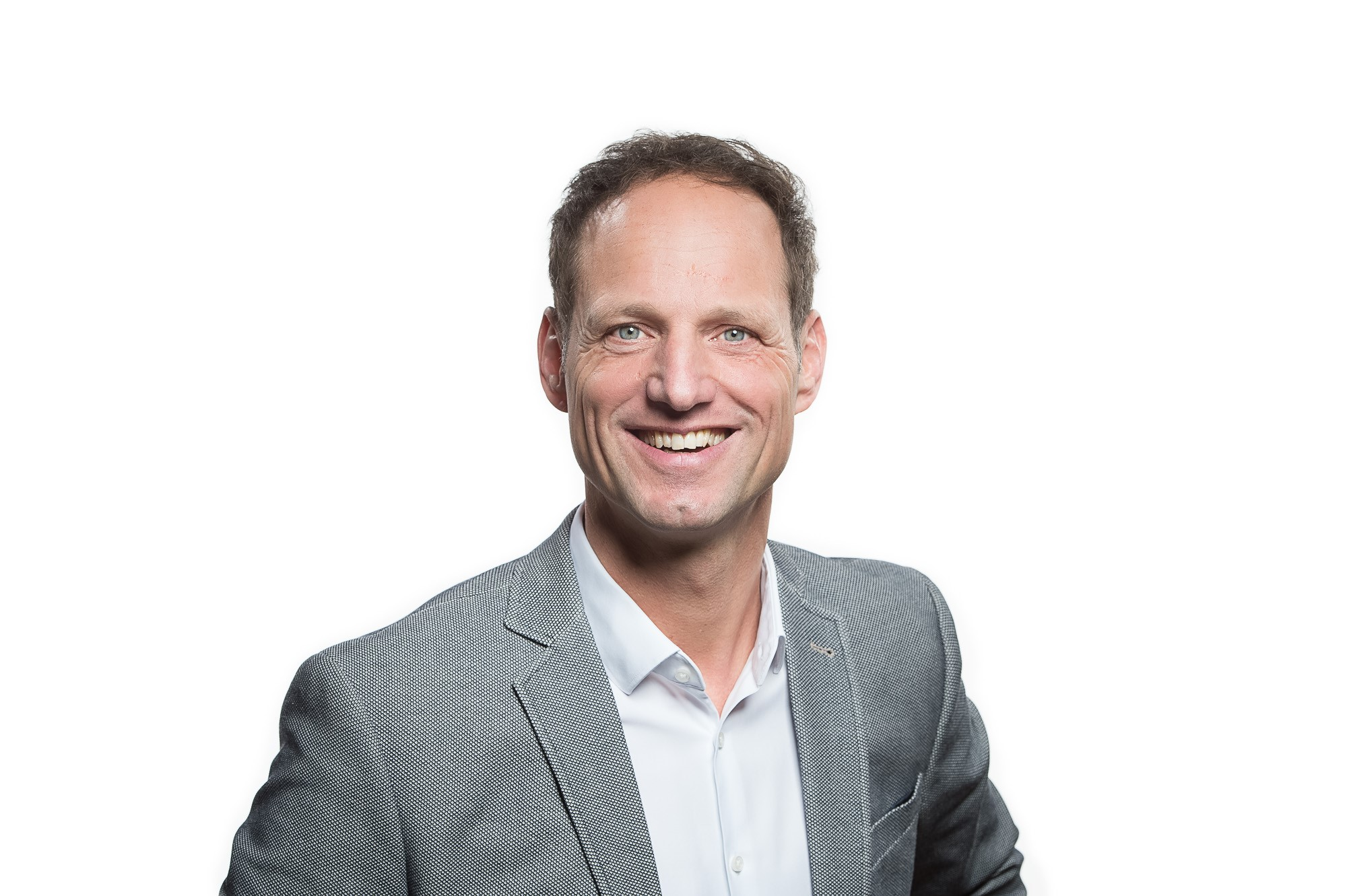
Stephan Braun, 2022

Stephan Braun (* 10. Februar 1975) ist ein deutscher Journalist und Medienmanager. Er ist seit Januar 2019 Chefredakteur der Fernsehzeitschrift Prisma.

## Leben
Nach dem Abitur war Braun von Oktober 1991 bis Oktober 1999 beim Mittelrhein-Verlag/Sonntagsblatt Verlag GmbH in Koblenz tätig, zunächst als freier Mitarbeiter, danach als Volontär, während er parallel dazu die Henri-Nannen-Schule besuchte, und schließlich als Redakteur. Von November 1999 bis September 2006 fungierte er als Leiter Presse- und Öffentlichkeitsarbeit/Pressesprecher des Zentralverbandes Gartenbau in Bonn und Berlin. Von Oktober 2006 bis Januar 2013 war er in verschiedenen Funktionen bei der Medienfabrik Gütersloh GmbH/Bertelsmann tätig, unter anderem als Bereichsleiter und Mitglied der Geschäftsleitung. Von Februar 2013 bis September 2013 übernahm er die Verlagsleitung von Maenken Kommunikation in Köln. Von Oktober 2013 bis Juli 2015 leitete er die Abteilung Corporate Publishing & Media Solutions der Springer Fachmedien Wiesbaden GmbH. Von August 2015 bis September 2017 war er Leiter Sonderprodukte der Funke Medien NRW GmbH in Essen. Von Oktober 2017 bis Juni 2018 wirkte Braun als Verlagsleiter beim Verlag für Anzeigenblätter GmbH in Mülheim-Kärlich.
Seit Juli 2018 ist Stephan Braun unter der Marke sbkommunikation als Berater und Keynote-Speaker in der Medien- und Kommunikationsbranche tätig. Unter anderem initiierte er das „Rösrather Schlossgespräch“ auf Schloss Eulenbroich, das er auch moderiert.
Im Januar 2019 wurde Braun zudem Chefredakteur der bundesweit den Tageszeitungen beiliegenden Fernsehzeitschrift Prisma als Nachfolger von Florian Blaschke. Für den Prisma-Verlag moderiert er unter anderem zwei Promi-Podcasts unter der Marke „Hallo!“ und baut die digitale Produktpalette von Prisma weiter aus.
Im August 2024 hat der Vorstand des Stadtverbandes der CDU Rösrath Stephan Braun als Bürgermeisterkandidaten vorgeschlagen. Er verlor jedoch in einer parteiinternen Kampfabstimmung im Dezember 2024 gegen einen ortsansässigen Gastronomen.

## Privates
Braun wurde in Neuwied geboren, ist verheiratet und lebt mit seiner Frau in Rösrath. Er hat einen erwachsenen Sohn.

## Ehrenamtliches Engagement
Stephan Braun ist seit Mai 2023 Vorstandsmitglied der Bürgerstiftung Rösrath.